# Witwangbergtoekan
De witwangbergtoekan (Andigena nigrirostris) is een vogel uit de familie Ramphastidae (Toekans).

## Verspreiding en leefgebied
Deze soort komt voor van westelijk Venezuela tot noordelijk Peru en telt drie ondersoorten:
- A. n. occidentalis: westelijk Colombia.
- A. n. spilorhynchus: zuidelijk Colombia, noordoostelijk Ecuador en noordelijk Peru.
- A. n. nigrirostris: oostelijk Colombia, westelijk Venezuela en oostelijk Ecuador.

## Status
De grootte van de populatie is niet gekwantificeerd maar de soort wordt omschreven als vrij algemeen. Op de Rode lijst van de IUCN heeft deze soort de status niet bedreigd.